# Adolphe Belot
Adolphe Belot, född 6 november 1829 och död 17 december 1890, var en fransk romanförfattare och dramatiker.
Av Belots dramatiska arbeten kan nämnas Sapho (1885), skrivet i samarbete med Alphonse Daudet.